# カズベギ地区
カズベギ地区は、ジョージア東部のムツヘタ＝ムティアネティ州にある地区。中心地はステパンツミンダ。ジョージアの地理的・歴史的な地域であるヘヴィ地方とほぼ一致する領域である。

## 歴史
カズベギ地区は地理的・歴史的にヘヴィと呼ばれる地域であった。ヘヴィはロシア帝国がジョージアを併合後ドゥシェティ郡の一部となり、1930年にカズベギ地区が設置された。1932年の調査ではカズベギ地区には6つの村が属していた。カズベギ地区では1938年から地元紙『アハリ・ヘヴィ』が発行されている。

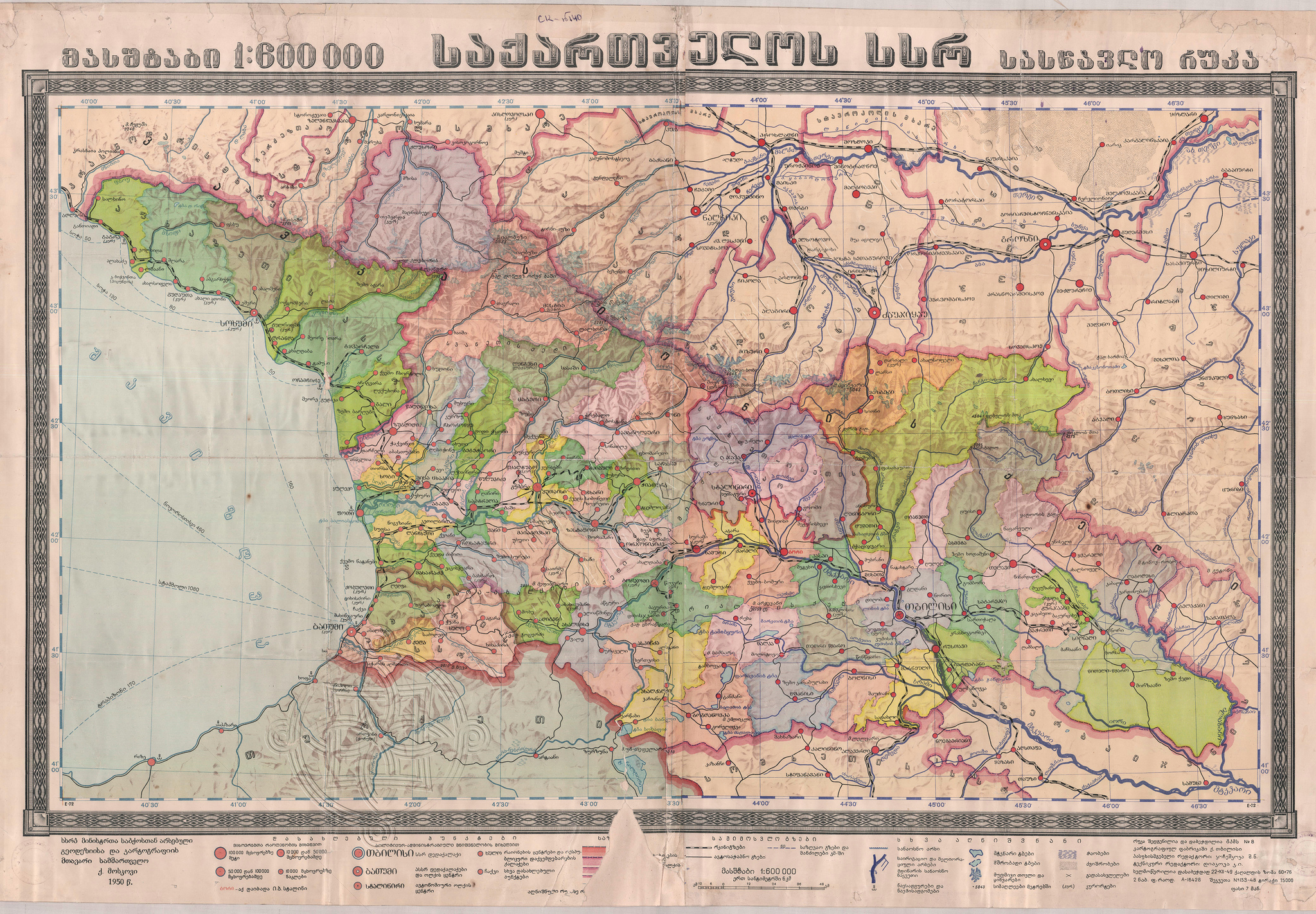
グルジアSSR時代の1950年に、カズベギ地区の区域が拡大した。

1944年3月7日、ソビエト連邦最高会議幹部会はチェチェン・イングーシASSRの解体と、解体後の領土についての扱いを定めた政令を公布した。チェチェン・イングーシASSRが解体となった理由は、社会主義祖国への裏切りとドイツのファシストに対する援助、そしてソビエト連邦政府に対する妨害行為によるものであった。
政令の第1章ではチェチェン・イングーシASSRの廃止と住民の再居住に関する事項が規定され、第2章ではグロズヌイ州の創設が定められた。第3章と第4章ではチェチェン・イングーシASSRの領土を北オセチアASSRとダゲスタンASSRで分割することが定められ、そして第5章では次の通り述べられた。
……以下の地区はグルジアSSRに含めることとする：旧チェチェン・イングーシASSRのうち、既存の国境部を有するイトゥム＝カレ地区及びシャロイ地区西部、並びに北オセチアASSRのガランチョシュ地区南部、ガラシキ地区及びプリゴロドニ地区、そしてギゼルドン地区南東部
通常、ソビエト連邦最高会議幹部会による政令は新聞等では報道されないが、この政令も同様に新聞等で報道されることはなかった。
1944年3月21日、グルジアSSR最高会議幹部会は、ソビエト連邦最高会議幹部会が指定した前述の地域をジョージアに併合する旨の議長令を採択した。その決議の第1項によると、イトゥム＝カレ地区、シャロイ地区西部、ガランチョシュ地区南部、ガラシキ地区、プリゴロドニ地区、そして北オセチアASSRのギゼルドン地区南東部がジョージアに含まれることとなった。決議の第3項ではジョージアとロシアSFSRの間の新しい境界線を定義し、詳細な説明が述べられた。第4項では「イトゥム＝カレ地区の中心地イトゥム＝カレは、『アハルヘヴィ』に改名する」と定められた。
またソビエト連邦最高会議幹部会による同政令にて、北オセチアASSRのギゼルドン地区南部及びチェチェン・イングーシASSRのプリゴロドニ地区が、グルジアSSRのカズベギ地区に組み込まれた。

議長令
グルジアSSR最高会議幹部会

グルジア・ソビエト社会主義共和国のカズベギ地区における村の設立、分割、廃止及び名称の変更
グルジア・ソビエト社会主義共和国のカズベギ地区に対する新たな領土の編入について。
1. カズベギ地区の新しい区域には、次の村ソビエトを設立する。  1. ダリアリサ
  2. アハルソプリサ
  3. ラルシサ

2. 村の密度及び数の多さを踏まえ、アルシ村ソビエトは2つの村ソビエトに分割する。  1. シオニサ⸺シオニ村を中心地とし、次の村で構成する：シオニ、アルシャ、ガルバニ、アチホティ、ヴァルディスバニ、トティ、ガイボテニ、アンデジティ
  2. ゴロスツィヒサ⸺ゴリスツィヘ村を中心地とし、次の村で構成する：ゴリスツィヘ、プヘルシェ、ツカルシェティ、カノビ、フルティシ

3. 人口の大部分を他の村に移転するため、グダウリ村ソビエトを廃止する。残った村はコビ村ソビエトに編入する。
4. 次の村の名前を変更する。  1. ダリアリ村ソビエト：    - ジャリアフ⸺ダリアリ（村ソビエトの中心地）
    - ポルタウフ⸺タマリアニ
    - パメツ⸺ガナフレバ
    - ゼモ・オズマ⸺シロマ
    - クヴェモ・オズマ⸺テルグラ
    - ベイナフ⸺ムツィスジリ

  2. アハル村ソビエト：    - ハムヒ⸺アハルソペリ（村ソビエトの中心地）

  3. ラルシ村ソビエト：    - ズヴェル・ラルス⸺ラルシ（村ソビエトの中心地）

  4. クロルツ・アルムヒ⸺クロルティ・ダリアリ

—グルジアSSR最高会議幹部会議長G・ストゥルア、グルジアSSR最高会議幹部会書記V・エグタナシヴィリ。1944年7月3日、トビリシ市
カズベギ地区には1970年まで、5つの村ソビエトが設置されていた。
2005年12月16日、ジョージア大統領ミヘイル・サアカシヴィリは大統領令第2304号を公布した。この大統領令に基づきジョージアの地区の再編が行われた。地区は地方自治の最小単位となり、呼称はムニツィパリテティ（グルジア語: მუნიციპალიტეტი、「自治体」を意味する）に変更された。公法人「カズベギ地区」（識別番号241499473）は2006年12月14日に登記、2014年9月26日に納税者登録した。

## 地理
カズベギ地区は、南東をドゥシェティ地区、南をアハルゴリ地区、西をジャヴァ地区、北をロシア連邦と接している。地区の面積は1,081.7平方キロメートルである。
地区はすべて山岳地帯であり、標高は1,700メートルから5,000メートルに及ぶ。標高が比較的低い1,700メートル台の地域は、適度な湿度がある。冬は寒く乾燥し、夏は冷涼である。年間平均気温は摂氏4.9度、年間平均降水量は800ミリメートルである。標高1,800メートルから2,000メートルの地域では年間平均気温が摂氏3.5度まで下がり、年間平均降水量は1,160ミリメートルに達する。標高3,600メートルよりも高い地域では、広い範囲が恒雪帯となっている。
カズベギ地区は水路網が充実している。地区内には河川、湖沼、氷河、鉱泉が豊富にある。最大の河川はテルギ川で、カズベギ地区内での延長は85キロメートルに達する。このテルギ側の水源はホフ尾根の氷河である。カズベギ地区は多数の湖沼があり、ケリツァディ湖、アルチヴェビ湖などが有名である。氷河は地区内の広範囲に存在する。最大の氷河はカズベク山の氷河であり、面積は約80平方キロメートルに及ぶ。カズベク山の有名な氷河としてはゲルゲティ氷河とデヴダラキ氷河が挙げられる。
カズベギ地区で発生する自然災害は、主に雪崩、土石流、洪水、河岸侵食である。地すべりはあまり多く発生しない。作業部会の調査では、洪水は主に河川上流域で発生し、牧草地に被害を与えている。カルクチャ村は大部分が洪水域となっている。

### 地形

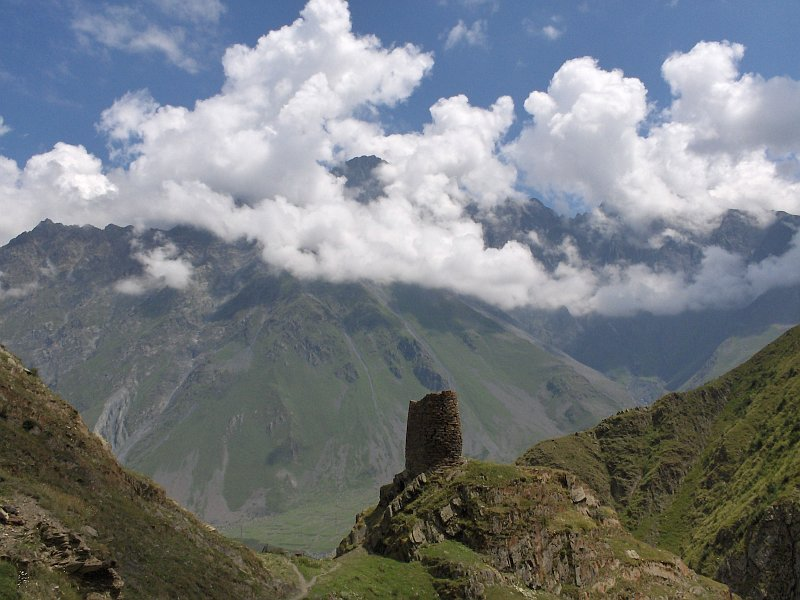
ステパンツミンダ

カズベギ地区は山岳地帯である。岩が多い地形で、アクセスはあまり良くない。侵食地形、火山地形、そして長い時間をかけて形成された氷河地形が広がっている。カルスト地形も散在している。
カズベギ地区はヘヴィ・コーカサスの主稜線の北側に沿って広がり、テルギ川の上流域となっている。洪積層と火山噴出物層が主な地層となっている。ヘヴィ・コーカサスにはエスコミ山（3,572メートル）、サゼレ山（3,307メートル）、クヴェナムタ山（3,152メートル）、カバルジナ山（3,141メートル）といった峰がある。最も重要な峠として、ジョージア軍道の十字架峠（2,379メートル）がある。
ヘヴィ・コーカサスの支尾根は、シャヴァナ尾根を中心としてクロ尾根、キデガン尾根がある。また細かい支尾根にホフ尾根がある。
シャヴァナ尾根
シャヴァナ尾根は東コーカサスの北側の支尾根である。テルギ川の右支流の水源となっており、黒海とカスピ海の分水嶺となっている。シャヴァナ尾根で最も標高の高い地域（シャン山塊）は複雑な地形が特徴となっており、起伏に富んだ山容として表れている。シャヴァナ尾根のほとんどの峰は険しく岩が多い地形であり、到達困難である。最高峰はシャニ山（4,451メートル）がある。その他の峰としてはアカキ・ツェレテリ峰（3,780メートル）、イリア・チャヴチャヴァゼ峰（3,800メートル）、ルスタヴィ峰（3,900メートル）などがある。シャヴァナ尾根には小規模な氷河があり、モレーンの地形も見られる。
クロ尾根
クロ尾根はヘヴィ・コーカサスの北側の支尾根であり、テルグ川とフデ川の間にある。クロ尾根の最高峰はクロ山（4,091メートル）。尾根にある峰のうち特徴的なものとして、雪に覆われたピラミッド形のシノ山（4,048メートル）が挙げられる。稜線は氷河によって浸食された地形が多く見られ、小さな氷河も散在している。クロ尾根は後期ジュラ紀の粘土で形成されており、結晶を含む石英脈が見られる。
キデガン尾根
キデガン尾根は、トゥシェティ＝ヘヴスレティ・コーカサスの北側の支尾根である。サゼリスゲレ峠で主尾根から分岐し、北に伸び、イングーシに続く。全長375キロメートルの岩稜で、ケスタ地形が特徴である。キデガニスマガリ山（4,275メートル）、ヴァザ・プシャヴェラ峰（4,200メートル）、グヴェリスムタ山（3,970メートル）、サアムゴスマガリ山（3,884メートル）、テテリス＝マガリ山（3,755メートル）といった峰がある。氷河も流れており、キデガン氷河が中心となっている。
シャヴァナ尾根、クロ尾根、キデガン尾根によって、一つの山群が形成されている。
ホフ尾根

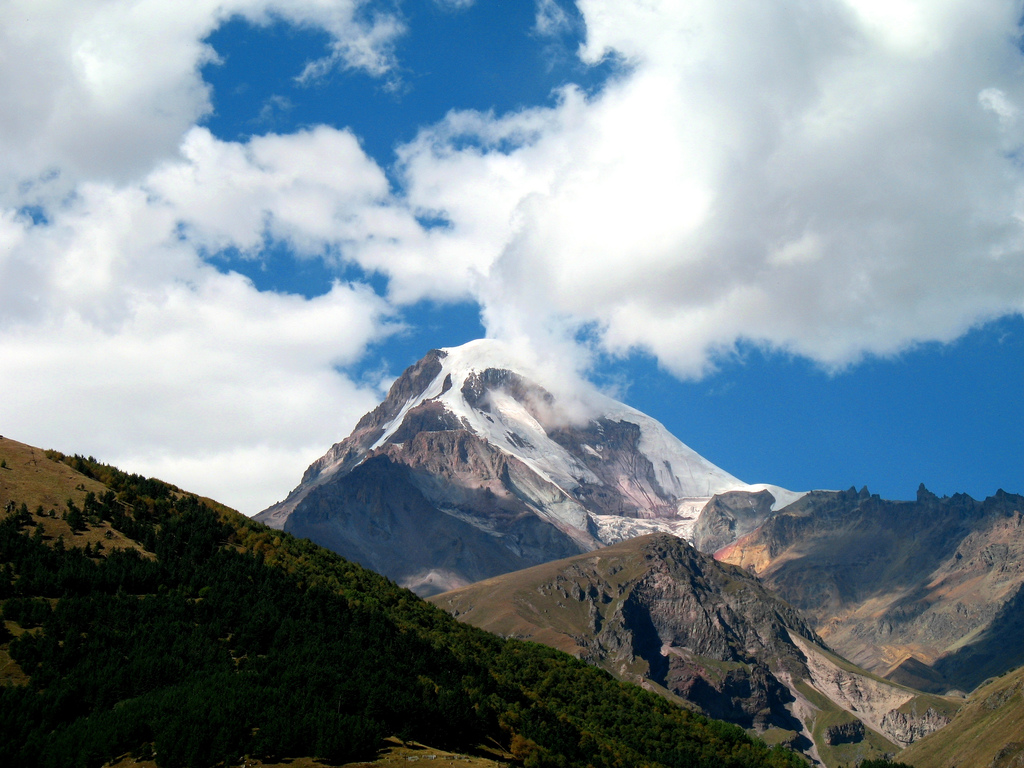
カズベク山

ホフ尾根はコーカサスの北側の尾根であり、トルソ尾根を介して主コーカサス山脈と繋がっている。ジョージア東部で最も大きな氷河を有する。ジョージア東部の最高峰カズベク山（5,047メートル）があり、氷河地形が特徴である。カズベク山は円錐形の成層火山であり、死火山と考えられている。近年はこの地域で温暖化が進み、氷河の面積が減少している。ホフ尾根にはマイリ山（4,506メートル）、ジマラ山（4,780メートル）、スアティシ山（4,466メートル）、チャタ山（4,099メートル）、オルツヴェリ山（4,222メートル）、ツィティホヒ山（3,905メートル）、シヴェラウティ山（3,767メートル）、シルヒサリ山（3,662メートル）といった峰がある。
ホフ尾根にはマイリ峠（4,400メートル）がある。ジョージアとロシアを結ぶ重要な峠で、ジョージア国内で最も標高が高い峠の一つである。
ホフ尾根の尾根筋は閃緑岩および輝緑岩で構成されており、尾根の裾野はジュラ紀の地層となっている。ホフ尾根の支尾根の一つにオルツヴェリ尾根があり、オルツヴェリ尾根にはシャヴナバダ山（3,683メートル）がそびえている。
ホフ尾根の東端にはカズベク山がある。バルトコルティ尾根とアルチコルティ尾根といった支尾根があり、支尾根の尾根沿いには小さな峰がいくつも存在する。ツカルシェティ山（3,360メートル）はカズベク山の東斜面に位置しており、火山構造となっている。ツカルシェティ山から流れ出た火砕流がテルギ川の渓谷を堰き止め、後に川の流れが火砕流地形を侵食したことでツカルシェティ峡谷が形成された。カズベク山の地層は、ほとんどが火山性である。

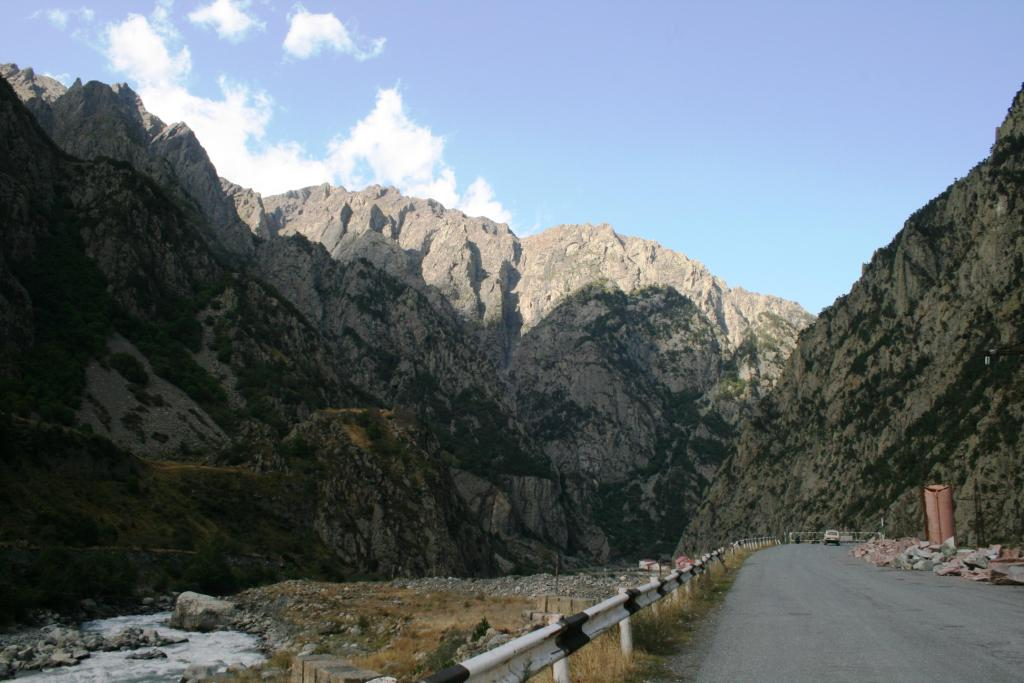
ダリアリ渓谷

カズベギ地区では、テルギ川の渓谷の一つであるカスリス渓谷も特筆に値する。狭隘な渓谷であり、露出した岩が多い。岩壁はホリサリ山から流出した全長8キロメートルの溶岩流がもとになって形成された。カスリス渓谷は全長2キロメートルから3キロメートルにわたって続いている。
テルギ川には、カズベギ地区内にダリアリ渓谷とツルソ渓谷という2つの渓谷がある。ダリアリ渓谷はテルギ渓谷の上流部分であり、渓谷の深さは1,000メートルに及ぶ。ダリアリ渓谷には古原生代および古生代の結晶質頁岩や花崗岩類が露出し、渓谷東部にはジュラ紀の粘土も見られる。ツルソ渓谷は大コーカサス山脈の主尾根とホフ尾根の間に位置する。渓谷はツルソ峠から始まり、東経44度30分まで続く。全長は25キロメートルである。標高は最も低い部分で2,000メートルである。ツルソ渓谷はジュラ紀の頁岩と砂岩の褶曲地層となっている。

### 内水
カズベギ地区内は水路網が充実しており、河川、湖沼、氷河、鉱泉が豊富にある。テルギ川以外の河川は、流路が短く速い流れと透明な水質が特徴である。いくつかの河川には上流に美しい滝がある。湖沼は氷河の作用によって形成されたもの（氷河湖）や火山の活動によって形成されたもの（火山湖）が多く、面積の小ささと水深の深さが特徴である。鉱泉も豊富で、河川は流量が多い。

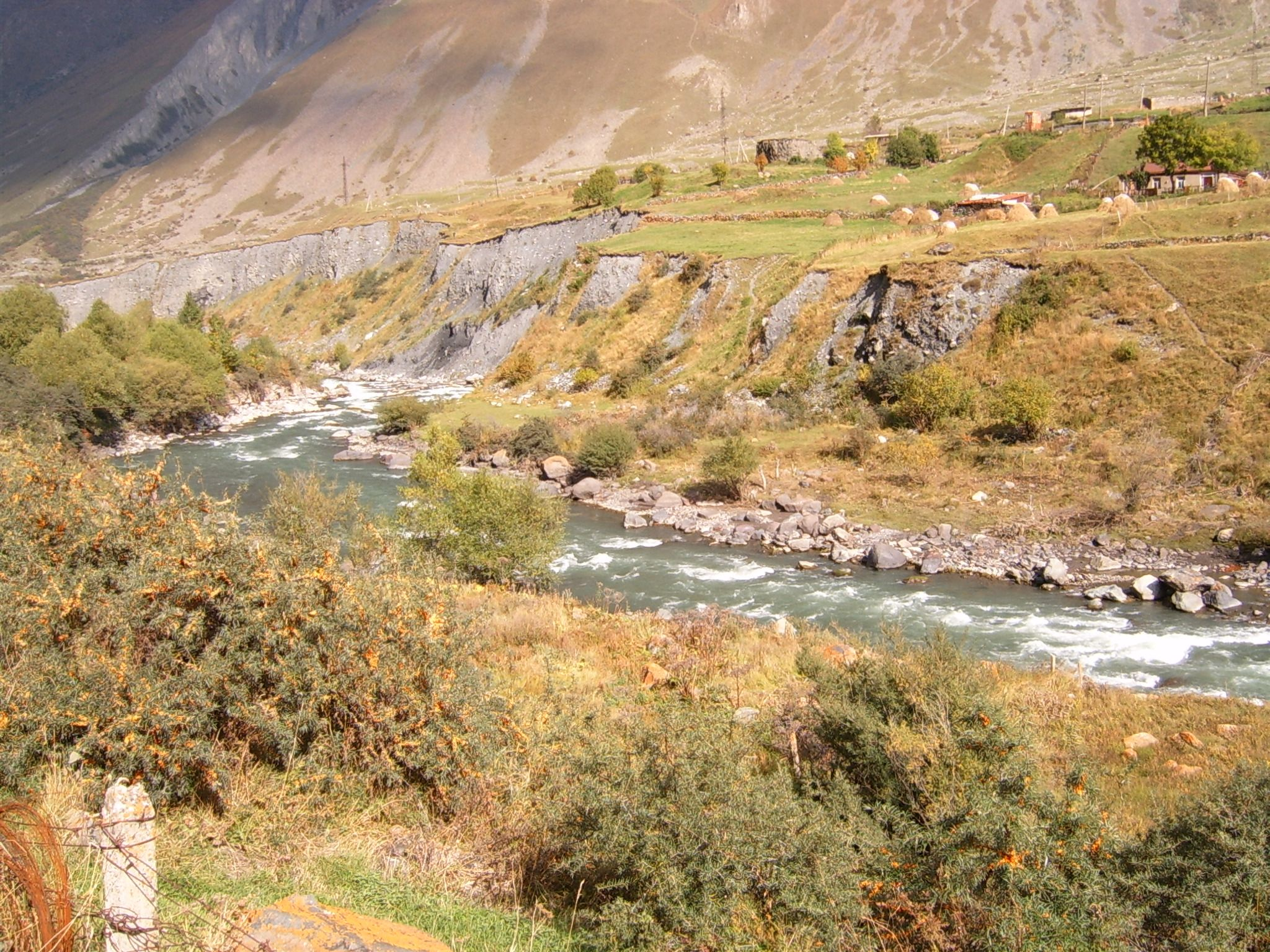
テルギ川

最大の川はテルギ川で、カズベギ地区内の延長は85キロメートルに達する。テルギ側はカズベク山があるホフ尾根の氷河を水源とし、ロシア連邦を通過してカスピ海に注ぐ（ロシア語ではテレク川と呼ぶ）。水源から河口までの延長は623キロメートル、流域面積は43,200平方キロメートルである。年間平均流量は9.6立方キロメートル。カズベギ地区内における、テルギ川の主な支流は次の通りである。
右支流
アマリ川、デヴダラキ川、テピドニ川、チヘリ川、チハティ川、スアティシ川、ムナイシスツカリ川、ケシア川、レシスツカリ川、カバヒ川、ジマリスツカリ川
左支流
エシコミ川、アルムヒ川、アルハドニ川、ビダラ川、デシコミドニ川、フディスツカリ川、スノスツカリ川
これらの河川のうち、物理的および地理的に最も重要なものとしてスノスツカリ川、フディスツカリ川、チヘリ川が挙げられる。スノスツカリ川はヘヴィ・コーカサス山脈の北斜面に端を発する。源流はジュティスツカリ川（延長13キロメートル）とクヴェナムティスツカリ川（延長4キロメートル）である。スノスツカリ川と2つの支流の総延長はおよそ45キロメートルである。スノスツカリ川の標高はスノ村付近で1,760メートル、アハルツィヘ付近で1,800メートルである。スノスツカリ川の支流にはシノスツカリやアルツフモスツカリ川も挙げられる。フディスツカリ川（延長19キロメートル）は、源流がキビシ氷河にある。チヘリ川（延長10キロメートル）は、標高3,565メートルのシャヴナバダ山の山頂斜面にあるオルツヴェリ尾根に源流がある。ムティウレティ・アラグヴィ川もカズベギ地区内を流れている。
カズベギ地区には湖沼も多く、標高の高い場所に位置している。ケリツァディ湖はカズベギ地区最大の湖である。火山湖であり、水深は13.9メートルある。ケリ高地に位置する標高3,078メートルのアルチヴェビ湖も特筆に値する。アラグヴィスタヴィ川にある3つの湖も注目である。そのうち最大の湖は下アラグヴィスタヴィ湖（面積0.07平方キロメートル、最大水深4.5メートル）である。
氷河はカズベギ地区の広い範囲に存在している。最大の氷河はカズベク山の山塊（面積およそ80平方キロメートル）である。カズベク山から多数の氷河が流れており、代表的なものにゲルゲティ氷河とデヴダラキ氷河がある。ゲルゲティ氷河はカズベク山の南東斜面に位置している懸谷である。延長は7キロメートルを超える。面積は変化が激しく、1970年代末には11平方キロメートルあったが、1990年代末には7平方キロメートルになっている。デヴダラキ氷河はカバヒ川の源流である。延長は7キロメートル、面積は7.6平方キロメートルの懸谷である。この氷河では長年にわたって脈動活動が見られる。デヴダラキ氷河は非常に美しい景観が特徴である。その他、カズベギ地区にはスアティシ氷河、ムナ氷河、キビシ氷河、アバノ氷河、チャタ氷河、シャヴァナ氷河、レシ氷河といった小さな氷河もある。
著名な滝としてはエレト滝が挙げられる。エレト滝は高低差が45メートルあり、エレトスツカリ川（ムティウレティ・アラグヴィ川の支流）に流れ落ちる。アルシャ滝も興味深い伝説があり、注目に値する。
カズベギ地区ではミネラルウォーターも有名である。ツルソ渓谷は炭酸水素塩を多く含むミネラルウォーターで知られている。ツルソ渓谷には大量のトラバーチンの堆積が見られる。ビダラ渓谷の水も注目に値する。

### 気候
カズベギ地区は標高に応じた気候の帯状分布がある。標高の低い場所は適度な湿度の気候帯であり、標高の高い場所は湿った雪が多い気候帯である。
標高1,740メートルは適度に湿気の多い気候である。冬は寒く乾燥し、夏は涼しい期間が長く続く。年平均気温は摂氏4.9度で、1月の月平均気温は摂氏マイナス14.4度、7月の月平均気温は摂氏14.4度である。最低気温記録は摂氏マイナス34度。年平均降水量は800ミリメートル。
標高1,940メートルでは年平均気温が摂氏3.5度、年平均降水量は1,160ミリメートルである。月平均降水量は最多が5月の147ミリメートル、最少が1月の50ミリメートルである。標高2,000メートルを超えると、本格的な夏が見られない気候となる。
標高3,650メートルの年平均気温は摂氏マイナス6.1度。1月の月平均気温は摂氏マイナス15度で、最低気温記録は摂氏マイナス42度である。積雪日数は平年値277日である。

### 土壌
カズベギ地区の大部分は山地草地コルディアニ土壌で、未開拓の土壌となっている。テルギ川とその支流の谷間には、森林土壌が開けている場所もある。谷の川底には沖積層が見られる。高地は森林のない土壌である。山地草地コルディアニ土壌は標高1,100メートルから2,600メートルの範囲に広がっている。

### 風景
カズベギ地区では、次のような風景が見られる。
1. 中山間地域のマツ、モミの森林と、ロームの土壌。
2. 森林、草地の植生と沖積層が見られる山間渓谷。
3. 山地草地土壌（グルジア語版）にある亜高山帯の低木草地。
4. 山地草地土壌にある高山草地（英語版）。
5. 亜恒雪帯および恒雪帯となっている高山の氷河地形。

## 動植物

### 植物相
カズベギ地区には森林があまり広く分布していない。生育している樹木はマツやカバノキが多い。ブナは標高のやや高い地帯で見られる。カズベギ地区では1976年に、動植物の保護と普及を目的として自然保護区が設立された。この保護区には森林がほとんどなく、森林面積は保護区域のわずか3パーセントしかない。保護区にはマツ、カバノキ、ブナの他、コーカサスツツジ、サジー、ポプラ、ハシバミ、メギ、ヤナギ、ビャクシン、ナナカマドなどが自生している。テルギ川の氾濫原には草本が生育し、カルーナが茂っている。高地には亜恒雪帯および恒雪帯の植生がある。

### 動物相
カズベギ地区には希少な動物が生息している。高地はカフカスツールやシャモアの活動域であり、ヘヴスレティに近い場所ではパサンが見られる。ヒグマ、キツネ、オオカミ、イイズナ、テン、リス、ノウサギ、ヤマネコ、ツメナガモグラレミングなども生息している。
鳥類も豊富に生息している。ジョージアの絶滅危惧種リストに掲載されている鳥類としては、岩上で営巣するハゲワシ、希少種のコーカサスクロライチョウ、標高4,000メートルまでが生息域のコーカサスセッケイなどが見られる。

## 地域区分
ダバ
1. ステパンツミンダ

ステパンツミンダ・テミ
1. ツド

2. グヴェレティ

ゴリスツィヘ・テミ
1. ゴリスツィヘ

2. ツカルシェティ

3. プヘルシェ

4. カノビ

5. フルティシ

グダウリ・テミ
1. グダウリ

2. ガニシ

3. エレト

4. サクリアニ

5. パラグカウ

6. クムリスツィヘ

コビ・テミ
1. コビ

2. アバノ

3. アルマシアニ

4. ブルマシギ

5. ジマラ

6. デシ

7. ゼモ・オクロカナ

8. カルツォペリ

9. ケツリシ

10. ムナ

11. ノグカウ

12. レシ

13. スアティシ

14. テピ

15. ウハティ

16. クヴェモ・オクロカナ

17. シェヴァルデニ

18. ツォツォルタ

シオニ・テミ
1. シオニ

2. アルシャ

3. ガイボテニ

4. ガルバニ

5. ヴァルディスバニ

6. トティ

7. パンシェティ

スノ・テミ
1. スノ

2. アルツフモ

3. アチホティ

4. アハルツィヘ

5. カルクチャ

6. コセリ

7. ジュタ

カズベギ地区には1つのダバ（町）と6つのテミ（郷）があり、テミには合計45の村が属する。
ダバ
- ステパンツミンダ（グルジア語版） - カズベギ地区の中心地。テルギ川右岸を中心に街が広がっている。スノスツカリ川との合流点の下流、チヘリ川（グルジア語版）との合流点の上流に位置する。

テミ
- ステパンツミンダ・テミ - 中心地ステパンツミンダの下流にあり、2村が属する。
  - ツド（グルジア語版）
  - グヴェレティ（グルジア語版）
- ゴリスツィヘ・テミ - ツカルシェティ山（グルジア語版）の南側、テルギ川の左岸にある。ビダラ川（グルジア語版）との合流点の下流からテルヘナ川（セブアノ語版）との合流点の上流までにかけて、5つの村がある。地理的にはカズベギ地区の中央にある。
  - ゴリスツィヘ（グルジア語版）
  - ツカルシェティ（グルジア語版）
  - プヘルシェ（グルジア語版）
  - カノビ（グルジア語版）
  - フルティシ（グルジア語版）
- グダウリ・テミ - カズベギ地区の南部に位置する。ステパンツミンダや他のテミとは十字架峠を挟んで異なる水系の地である。6つの村がある。
  - グダウリ（グルジア語版）
  - ガニシ（グルジア語版）
  - エレト（グルジア語版）
  - サクリアニ（グルジア語版）
  - パラグカウ（グルジア語版）
  - クムリスツィヘ（グルジア語版）
- コビ・テミ - テルギ川の最上流の渓谷にある。ビダラ川（グルジア語版）との合流点付近、及びその上流域の源支流沿いに計18の村がある。
  - コビ（グルジア語版）
  - アバノ（グルジア語版）
  - アルマシアニ（グルジア語版）
  - ブルマシギ（グルジア語版）
  - ジマラ（グルジア語版）
  - デシ（グルジア語版）
  - ゼモ・オクロカナ（グルジア語版）
  - カルツォペリ（グルジア語版）
  - ケツリシ（グルジア語版）
  - ムナ（グルジア語版）
  - ノグカウ（グルジア語版）
  - レシ（グルジア語版）
  - スアティシ（グルジア語版）
  - テピ（グルジア語版）
  - ウハティ（グルジア語版）
  - クヴェモ・オクロカナ（グルジア語版）
  - シェヴァルデニ（グルジア語版）
  - ツォツォルタ
- シオニ・テミ - テルギ川とテルヘナ川（セブアノ語版）との合流点から下流、スノスツカリ川との合流点までの渓谷沿いにある。7つの村が属する。
  - シオニ
  - アルシャ
  - ガイボテニ（グルジア語版）
  - ガルバニ（グルジア語版）
  - ヴァルディスバニ（グルジア語版）
  - トティ（グルジア語版）
  - パンシェティ（グルジア語版）
- スノ・テミ - スノスツカリ川とその源支流沿いにある。7つの村が属する。
  - スノ
  - アルツフモ
  - アチホティ
  - アハルツィヘ
  - カルクチャ
  - コセリ
  - ジュタ

## 人口
国勢調査による人口は、次の通りである。
| 年   | 人口  | 男性  | 女性  | 出典  |
| ---- | ----- | ----- | ----- | ----- |
| 2002 | 3,478 | 1,701 | 1,777 | [ 6 ] |
| 2014 | 3,975 | 1,859 | 1,936 | [ 7 ] |

### 2014年の国勢調査
2014年の国勢調査によると、カズベギ地区の総人口は3,975人であり、人口密度は1平方キロメートルあたり3.5人である。都市部と農村部の人口比率は、都市部が34.9パーセント、農村部が65.1パーセントである。
| 地区/ダバ/テミ/村 | 地区/ダバ/テミ/村    | 地区/ダバ/テミ/村    | ムヘドゥルリ表記                      | 種別 | 一般世帯数 | 定住人口 | 定住人口 | 定住人口 | 年齢 (%) | 年齢 (%) | 年齢 (%) |
| 地区/ダバ/テミ/村 | 地区/ダバ/テミ/村    | 地区/ダバ/テミ/村    | ムヘドゥルリ表記                      | 種別 | 一般世帯数 | 合計     | 男性     | 女性     | 0–14     | 15–64    | 65+      |
| ----------------- | -------------------- | -------------------- | ------------------------------------- | ---- | ---------- | -------- | -------- | -------- | -------- | -------- | -------- |
| カズベギ地区      | カズベギ地区         | カズベギ地区         | ყაზბეგის მუნიციპალიტეტი               |      | 1,405      | 3,795    | 1,859    | 1,936    | 15.9     | 65.2     | 18.9     |
|                   |                      | ステパンツミンダ管区 | დაბა სტეფანწმინდას ტერიტორიული ორგანო |      | 489        | 1,345    | 664      | 681      | 14.5     | 67.1     | 18.4     |
|                   | ステパンツミンダ     | სტეფანწმინდა         | ダバ                                  | 477  | 1,326      | 657      | 669      | 14.6     | 67.3     | 18.1     |          |
|                   | ツド                 | ცდო                  | 村                                    | …    | 17         | …        | …        | 5.9      | 52.9     | 41.2     |          |
|                   | グヴェレティ         | გველეთი              | 村                                    | …    | …          | …        | …        | 0.0      | 100.0    | 0.0      |          |
|                   | ゴリスツィヘ・テミ   | გორისციხის თემი      | テミ                                  | 219  | 594        | 281      | 313      | 16.0     | 65.8     | 18.2     |          |
|                   | ゴリスツィヘ         | გველეთი              | 村                                    | 76   | 187        | 81       | 106      | 12.3     | 63.1     | 24.6     |          |
|                   | ツカルシェティ       | ტყარშეტი             | 村                                    | 40   | 107        | 52       | 55       | 8.4      | 72.0     | 19.6     |          |
|                   | プヘルシェ           | ტყარშეტი             | 村                                    | 51   | 167        | 79       | 88       | 26.3     | 64.7     | 9.0      |          |
|                   | カノビ               | ყანობი               | 村                                    | 33   | 86         | 45       | 41       | 16.3     | 66.3     | 17.4     |          |
|                   | フルティシ           | ხურთისი              | 村                                    | 19   | 47         | 24       | 23       | 10.6     | 66.0     | 23.4     |          |
|                   | グダウリ・テミ       | გორისციხის თემი      | テミ                                  | 30   | 89         | 47       | 42       | 27.0     | 67.4     | 5.6      |          |
|                   | グダウリ             | გუდაური              | 村                                    | 19   | 54         | 29       | 25       | 20.3     | 74.1     | 5.6      |          |
|                   | ガニシ               | განისი               | 村                                    | 0    | 0          | 0        | 0        | 0.0      | 0.0      | 0.0      |          |
|                   | エレト               | ერეთო                | 村                                    | 0    | 0          | 0        | 0        | 0.0      | 0.0      | 0.0      |          |
|                   | サクリアニ           | საყურიანი            | 村                                    | 0    | 0          | 0        | 0        | 0.0      | 0.0      | 0.0      |          |
|                   | パラグカウ           | ფალაგყაუ             | 村                                    | 0    | 0          | 0        | 0        | 0.0      | 0.0      | 0.0      |          |
|                   | クムリスツィヘ       | ქუმლისციხე           | 村                                    | 11   | 35         | 18       | 17       | 37.2     | 57.1     | 5.7      |          |
|                   | コビ・テミ           | კობის თემი           | テミ                                  | 13   | 29         | 11       | 18       | 13.8     | 69.0     | 17.2     |          |
|                   | コビ                 | კობი                 | 村                                    | …    | …          | …        | …        | 0.0      | 100.0    | 0.0      |          |
|                   | アバノ               | აბანო                | 村                                    | …    | …          | …        | …        | 0.0      | 100.0    | 0.0      |          |
|                   | アルマシアニ         | ალმასიანი            | 村                                    | …    | 22         | …        | 15       | 18.2     | 63.6     | 18.2     |          |
|                   | ブルマシギ           | ბურმასიგი            | 村                                    | 0    | 0          | 0        | 0        | 0.0      | 0.0      | 0.0      |          |
|                   | ジマラ               | ჯიმარა               | 村                                    | 0    | 0          | 0        | 0        | 0.0      | 0.0      | 0.0      |          |
|                   | デシ                 | დესი                 | 村                                    | 0    | 0          | 0        | 0        | 0.0      | 0.0      | 0.0      |          |
|                   | ゼモ・オクロカナ     | ზემო ოქროყანა        | 村                                    | 0    | 0          | 0        | 0        | 0.0      | 0.0      | 0.0      |          |
|                   | カルツォペリ         | კართსოფელი           | 村                                    | 0    | 0          | 0        | 0        | 0.0      | 0.0      | 0.0      |          |
|                   | ケツリシ             | კეტრისი              | 村                                    | 0    | 0          | 0        | 0        | 0.0      | 0.0      | 0.0      |          |
|                   | ムナ                 | მნა                  | 村                                    | 0    | 0          | 0        | 0        | 0.0      | 0.0      | 0.0      |          |
|                   | ノグカウ             | ნოგყაუ               | 村                                    | 0    | 0          | 0        | 0        | 0.0      | 0.0      | 0.0      |          |
|                   | レシ                 | რესი                 | 村                                    | 0    | 0          | 0        | 0        | 0.0      | 0.0      | 0.0      |          |
|                   | スアティシ           | სუათისი              | 村                                    | 0    | 0          | 0        | 0        | 0.0      | 0.0      | 0.0      |          |
|                   | テピ                 | ტეფი                 | 村                                    | 0    | 0          | 0        | 0        | 0.0      | 0.0      | 0.0      |          |
|                   | ウハティ             | უხათი                | 村                                    | 0    | 0          | 0        | 0        | 0.0      | 0.0      | 0.0      |          |
|                   | クヴェモ・オクロカナ | ქვემო ოქროყანა       | 村                                    | …    | …          | …        | …        | 0.0      | 0.0      | 100.0    |          |
|                   | シェヴァルデニ       | შევარდენი            | 村                                    | 0    | 0          | 0        | 0        | 0.0      | 0.0      | 0.0      |          |
|                   | ツォツォルタ         | ცოცოლთა              | 村                                    | 0    | 0          | 0        | 0        | 0.0      | 0.0      | 0.0      |          |
|                   | シオニ・テミ         | სიონის თემი          | テミ                                  | 434  | 1,196      | 594      | 602      | 18.0     | 63.4     | 18.6     |          |
|                   | シオニ               | სიონი                | 村                                    | 110  | 325        | 157      | 168      | 16.9     | 64.9     | 18.2     |          |
|                   | アルシャ             | არშა                 | 村                                    | 176  | 440        | 230      | 210      | 17.1     | 62.0     | 20.9     |          |
|                   | ガイボテニ           | გაიბოტენი            | 村                                    | 0    | 0          | 0        | 0        | 0.0      | 0.0      | 0.0      |          |
|                   | ガルバニ             | გარბანი              | 村                                    | 111  | 329        | 156      | 173      | 21.0     | 63.5     | 15.5     |          |
|                   | ヴァルディスバニ     | ვარდისუბანი          | 村                                    | 18   | 48         | 23       | 25       | 14.6     | 56.2     | 29.2     |          |
|                   | トティ               | თოთი                 | 村                                    | 0    | 0          | 0        | 0        | 0.0      | 0.0      | 0.0      |          |
|                   | パンシェティ         | ფანშეტი              | 村                                    | 19   | 54         | 28       | 26       | 18.5     | 70.4     | 11.1     |          |
|                   | スノ・テミ           | სნოს თემი            | テミ                                  | 220  | 542        | 262      | 280      | 12.9     | 62.9     | 24.2     |          |
|                   | スノ                 | სნო                  | 村                                    | 103  | 263        | 122      | 141      | 13.3     | 62.4     | 24.3     |          |
|                   | アルツフモ           | ართხმო               | 村                                    | 0    | 0          | 0        | 0        | 0.0      | 0.0      | 0.0      |          |
|                   | アチホティ           | აჩხოტი               | 村                                    | 65   | 167        | 88       | 79       | 15.6     | 64.1     | 20.3     |          |
|                   | アハルツィヘ         | ახალციხე             | 村                                    | 23   | 35         | 13       | 22       | 0.0      | 62.9     | 37.1     |          |
|                   | カルクチャ           | კარკუჩა              | 村                                    | 17   | 50         | 25       | 25       | 14.0     | 62.0     | 24.0     |          |
|                   | コセリ               | ქოსელი               | 村                                    | …    | …          | …        | …        | 0.0      | 0.0      | 100.0    |          |
|                   | ジュタ               | ჯუთა                 | 村                                    | 11   | 26         | 13       | 13       | 7.7      | 65.4     | 26.9     |          |

## 経済
カズベギ地区の農地は400平方キロメートルを占める。主要産業は農業であり、その主なものは羊や牛の畜産である。温室による野菜栽培も行われている。
ジョージアとロシアを結ぶジョージア軍道が通っている。グダウリには山岳スキー観光センターがある。

## 文化
カズベギ地区には公立中学校が11校、図書館が11館、劇場が1軒、そして博物館が1館（ステパンツミンダ歴史博物館）がある。

## 史跡
シオニ村には9世紀から10世紀頃に建てられた聖堂（ヘヴィ・シオニ）がある。この聖堂は三廊式バシリカの構造が特徴である。ガルバニ村の高い場所には、9世紀末から10世紀にかけて建てられたガルバニ聖堂がある。
ゲルゲティ至聖三者聖堂も有名である。安山岩のブロックによる組積造で建てられており、表面は丁寧に磨かれている。ゲルゲティ至聖三者聖堂はヘヴィ地方において中心的な聖堂であった。
スノスツカリ川の右岸、ぽつんとそびえる岩の丘の上にはスノ要塞があり、名所となっている。アルシャ要塞やダリアリ要塞も重要な要塞である。
アルシャ要塞はテルギ川左岸の安山岩の岩山の上にある。中世ヘヴィ地方の防衛要塞であり、侵入者から地元住民を守るのに有利な場所に築かれた。18世紀ジョージアの歴史学者ヴァフシティ・バグラティオニによると、アルシャ要塞は自然の地形を活かした要塞であり、外敵の侵入は不可能だろうと述べている。
またカズベク山にあるベツレヘムの洞窟も貴重な史跡である。標高4,100メートルに位置し、1948年にジョージアの登山家アレクサンドラ・ジャパリゼが探検を行った。

## 文献
- სანებლიძე მ. კვერენჩხილაძე რ., カルトリ・ソビエト百科事典, 第10巻,        617-618頁, トビリシ, 1986年.
- მარუაშვილი ლ., საქართველოს ფიზიკური გეოგრაფია, თბ., 1964;
- საბაშვილი მ., საქართველოს სსრ ნიადაგები, თბ., 1965;
- უკლება დ., აღმოსავლეთ საქართველოს მთიანი მხარეების ლანდშაფტები და ფიზიკურ-გეოგრაფიული რაიონები, თბ., 1974.